# Artur Auladell
Artur Auladell Alfaro (El Masnou, 2 dicembre 1938) è un ex cestista spagnolo.

## Carriera
Con la Spagna ha disputato due edizioni Campionati europei (1959, 1963).

## Palmarès
- Copa del Rey: 1

Joventut de Badalona: 1958